# Titanus giganteus

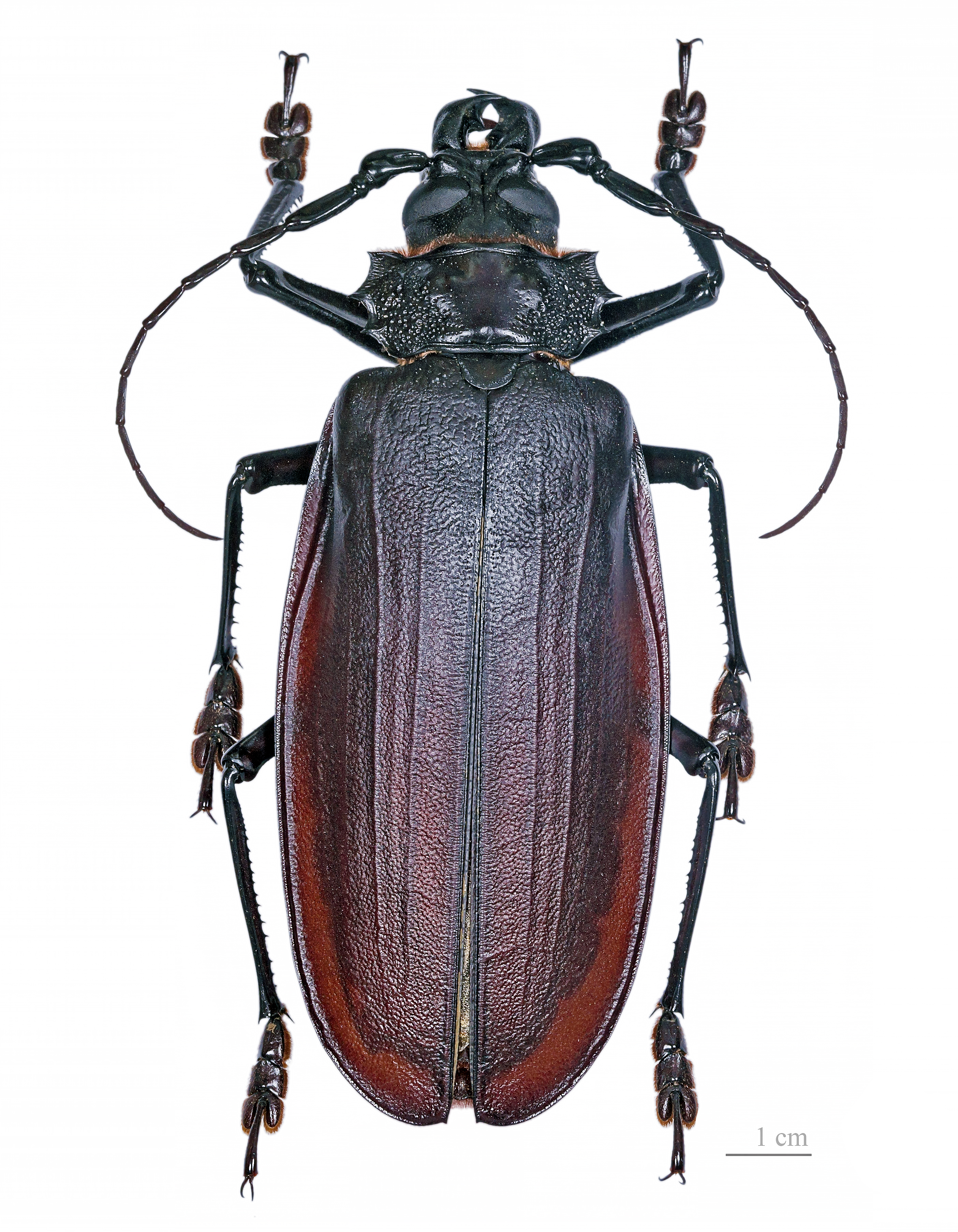
Titanus giganteus

Titanus giganteus és una espècie de coleòpter polífag de la família dels cerambícids, la més gran que es coneix i un dels insectes de major mida en l'actualitat. Habita a l'Amazònia.

## Característiques
Els mascles poden assolir els 17 cm de llarg. Les seves mandíbules poden tallar un llapis, així com la pell humana. Els mascles adults no s'alimenten, simplement volen cercant parella. Són atrets pels llums brillants en la foscor.

## Història natural
Encara no s'han trobat larves, però hom creu que s'alimenten de fusta. Per al seu desenvolupament, l'escarabat perfora en els troncs un forat d'uns 20 cm d'ample per 30 cm de llarg; poden tardar diversos anys a arribar a la seva mida completa.
Els adults llancen un xiulet d'advertència quan se senten amenaçats. Per atacar, compten amb espines afilades i unes fortes mandíbules.

## Distribució
Es localitza a la zona de l'Amazònia, als boscos plujosos de Veneçuela, Colòmbia, l'Equador, el Perú, Guyana i el centre-nord del Brasil. Fins ara, molt poques femelles d'aquest coleòpter han pogut ésser atrapades, ja que el seu comportament és molt discret els seus hàbits són pràcticament desconeguts.